# Menahém Meiri
Menahém Meiri, teljes nevén Menahém ben Salamon Meiri (héberül: מנחם בן שלמה המאירי), provanszál nyelven Don Vidal Salamon de Perpignan (Perpignan, 1249 – Perpignan, 1306) középkori dél-franciaországi zsidó hittudós.

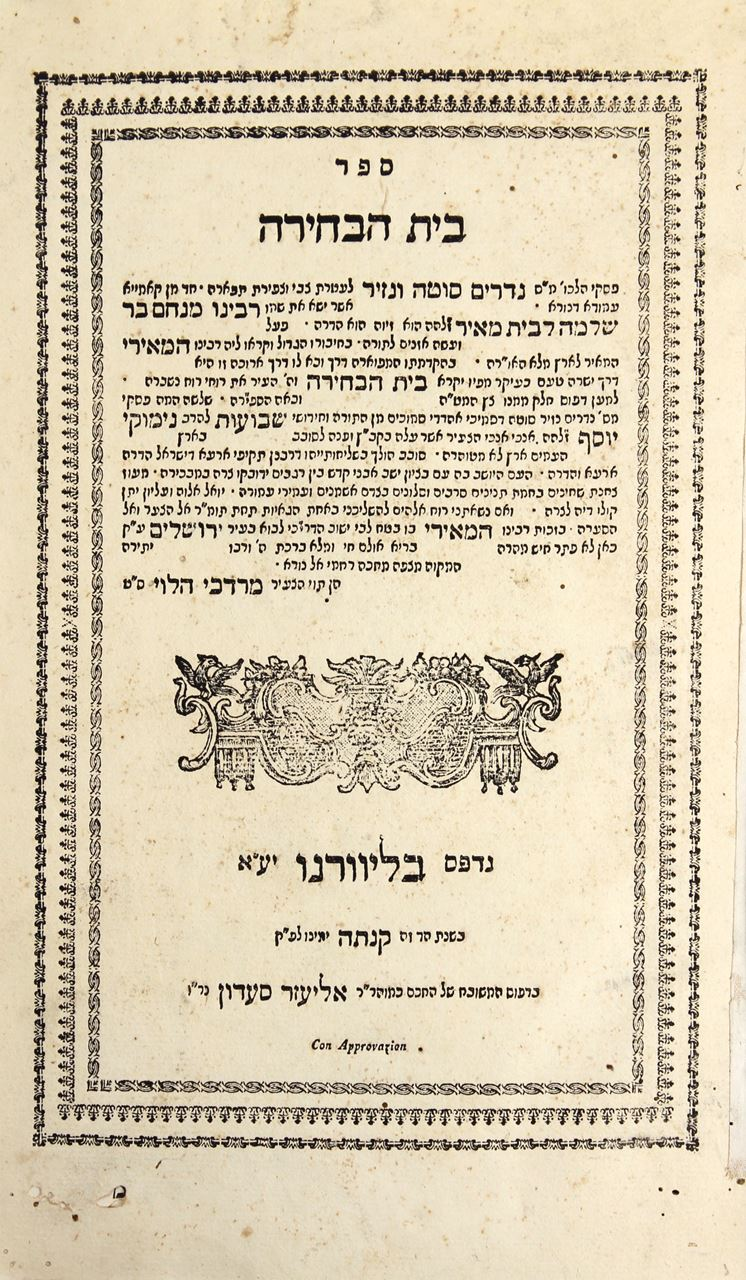
A Bét Ha-bechíra 1795-ös kiadásának címlapja

Perpignanban működött, és 1300 körül elkészített Talmudkommentárjáról (Bét Ha-bechíra) vált nevezetessé. Művét tömör tárgyszerűség, világos előadás, tiszta héber nyelvezet, logikai fegyelmezettség jellemzi. Végeredményben a haláchát keresi a magyarázatoknál. Írt egy jelentős Kommentárokat egyes Bibliai könyvekhez (Zsoltárok könyvéhez, Példabeszédek könyvéhez) is, itt általában a pésatra törekedett. Utal elődeinek felfogásában a könyvek rejtett értelmére (nisztar), de nem fejti ki azokat. A Maimonidész tanai körül zajló viták kapcsán Menahém felszólalt a tudományok szabadsága érdekében, egy bizonyítéka például a zsidó vallási naptár törvényeinek érthetetlensége volt a matematika tudománya nélkül.